# Вайцман, Курт
Курт Вайцман (нем. Kurt Weitzmann; 7 марта 1904, Клайнальмероде близ Касселя, Германия — 7 июня 1993, Принстон, США) — немецкий и американский историк искусства, специалист по искусству Византии. Профессор, член-корреспондент Британской академии (1965).

## Биография
Отец Курта, Вильгельм Вайцман, был школьным советником городского магистрата, мать, Антония Кайпер — учительница игры на фортепиано. С 1914 года Курт учился в гимназии в Гельзенкирхене, которую окончил в 1923 году. Летом 1923 года Вайцман поступил в Мюнстерский университет, где собирался изучать право. Однако вскоре он сменил специализацию и изучал историю искусств, археологию, историю и философию в Мюнстере (зима 1923—1924), летом 1924 года — в Вюрцбургском университете, летом 1925 года и зимой 1925—1926 годов в Венском университете, а также в Университете Фридриха Вильгельма в Берлине (зимний семестр 1924—1925, летний 1926 года и зимний 1928—1929). Был одним из студентов Адольфа Гольдшмидта. В 1930 году защитил кандидатскую диссертацию «Ларцы из слоновой кости византийского средневековья» (Die Elfenbeinkästen aus der mittelbyzantinischen Zeit). Диссертация была издана как первая часть работы о средневековых авориях: «Византийская скульптура из слоновой кости X—XIII веков, том 5: Ларцы», опубликованной в 1930 году. В 1934 году Гольдшмидт и Вайцман опубликовали вторую часть: «Византийская скульптура из слоновой кости X—XIII веков, Том 6: Рельефы», а затем — капитальный двухтомный труд: «Византийские скульптуры из слоновой кости X—XIII веков» (Die byzantinischen Elfenbeinskulpturen des X—XIII Jahrhunderts, 1930—1934).
С 1930 по 1934 год Вайцман работал в Германском археологическом институте и был соредактором «Археологического ежегодника». Стипендия от института позволила ему год провести в Греции, где он занимался изучением раннехристианской культуры. В 1931 году, разыскивая византийские рукописи, посетил Советский Союз и Афон. С 1956 по 1965 год руководил экспедицией на Синай в монастырь Святой Екатерины, где проводились работы по фотофиксации, изучению собрания миниатюр и рукописей, реставрации памятника, описанию коллекции предметов изобразительного искусства и каталогизации икон.
8 февраля 1935 года Вайцман принял приглашение провести год в Принстоне. С 1935 по 1972 год он был членом принстонского Института перспективных исследований (IAS). В конце 1935 года он эмигрировал по политическим мотивам в Америку. С 1945 года работал в Принстонском университете, где с 1950 по 1972 год был профессором истории искусства. В 1962 году стал приглашенным профессором Боннского университета. В 1973 году был куратором Музея Метрополитен в Нью-Йорке. Под редакцией Вайцмана были изданы материалы одного из важнейших событий в области византинистики — выставки в Музее Метрополитен «Век духовности» (1977—1978) и симпозиума, предварившего её открытие (Age of Spirituality: Late Antique and Early Christian Art, 3th to 7th Cent. — New York, 1977.; 1980). Считается, что он ввёл в обиход термин Македонский Ренессанс.
С 1932 года Курт Вайцман был женат на Йозефе Фидлер (Josepha Weitzmann-Fiedler, 1904—2000), которая также была историком искусства и стала помощником мужа в Принстоне.